# 제15회 세자르상
제15회 세자르상의 시상식에 관한 내용이다.

## 수상 및 후보

### 작품상
- 내겐 너무 이쁜 당신 - 베르뜨랑 블리에 수상
- 살인 혐의 - 빠트리스 르꽁트

### 감독상
- 살인 혐의 - 빠트리스 르꽁트

### 남우주연상
- 살인 혐의 - 미첼 블랑

### 여우주연상
- 살인 혐의 - 샌드린 보네어

### 편집상
- 살인 혐의 - 조엘 하크

### 음악상
- 살인 혐의 - 마이클 니만

## 같이 보기
- 제62회 아카데미상
- 제43회 영국 아카데미 영화상